# Beyoncé Knowles
Beyoncé Giselle Knowles (Houston, Texas, 1981. szeptember 4. –) harmincötszörös Grammy-díjas amerikai R&B énekesnő, dalszerző, producer, színésznő és táncos.
Gyermekkorában több művészeti iskolába járt, melyek versenyein gyakran fellépett énekes-táncos produkciókkal. Az 1990-es években robbant be a köztudatba a kor egyik legsikeresebb lánycsapata, a Destiny’s Child tagjaként, amely napjainkig több mint 60 millió albumot és kislemezt adott el világszerte.
A Destiny’s Child 2003-ban egy időre feloszlott, ekkor jelent meg első szólóalbuma a Dangerously in Love, amelyen olyan sikerszámok hallhatók, mint a Crazy in Love vagy a Baby Boy. A lemez a 2004-es Grammy-díj-átadón öt díjat kapott.
Miután a Destiny’s Child végleg felbomlott, 2006-ban kiadta második nagylemezét, B’Day címmel. Az albumról hét kislemez került kiadásra, többek között a Jay-Z-vel közös Déjà Vu, az Irreplaceable és a Shakirával együtt rögzített Beautiful Liar.
2008 végén jelent meg harmadik stúdióalbuma, az I Am… Sasha Fierce. Az album kiadásával egy időben több maxilemez is megjelent. Elsőként még 2008-ban az If I Were a Boy, valamint a Single Ladies (Put a Ring on It) című dalok. A "Single Ladies" című szám lett karrierje során ötödik felvétele, amely egészen az első helyig jutott a Billboard Hot 100 listáján. 2009-ben további nem kevésbé sikeres kislemezek jelentek meg az albumról: a Halo, a Diva, az Ego és a Sweet Dreams dalok mind jól szerepeltek a listákon. Az I Am… Sasha Fierce végül a 2010-es Grammy díjátadón hat díjat nyert. Beyoncé ezzel női előadóművészként elsőként egy éjszaka alatt hat Grammy-t vihetett haza, megdöntve ezzel a korábbi rekordot.
2011 júniusában jelent meg 4. stúdióalbuma 4 címmel. Ez lett sorrendben a negyedik listavezető albuma a Billboard 200 slágerlistáján.
Énekesi karrierje mellett több mozifilmben is szerepelt: 2006-ban a Rózsaszín párduc című vígjátékban és még ugyanebben az évben egy 1981-es Broadway-musical, a Dreamgirls filmes adaptációjában is ő játszotta az egyik főszerepet. A filmben nyújtott alakításáért két Golden Globe-jelölést kapott. 2009-ben a Cadillac Records című musicalben Etta James-t alakította, amelyért szintén kapott egy Golden Globe-jelölést. Az Obsessed című thrillerével is sikereket könyvelhetett el.
2004-ben alapította meg saját divatmárkáját, a House of Deréont. Mindemellett pedig a Pepsi, a Tommy Hilfiger és a L’Oréal reklámarca volt.
2003 óta tart kapcsolata Jay-Z amerikai rapperrel, akivel 2008. április 4-én házasodtak össze, és 2012 januárjában született meg első közös gyermekük, aki az Ivy Blue Carter nevet kapta.
Beyoncé első helyen szerepelt a Forbes Magazin által 2010-ben publikált "Legbefolyásosabb zenészek" listáján.
Zenei pályafutása során eddig összesen tizenhat Grammy-díjat nyert. A Billboard magazin őt tartja a kétezres évek legsikeresebb női előadójának.
Az RIAA adatbankja szerint a kétezres évek legtöbb lemezét és kislemezét eladó zenésze Amerikában.
Stúdióalbumaiból 11,2 millió példány, míg kislemezeiből 30,4 millió darab kelt el csak az Egyesült Államokban. Világszerte 75 millió albuma és maxija kelt el.

## Életrajz és karrier

### Korai élet
Beyoncé a Texas állambeli Houstonban született. Édesapja Mathew Knowles zenei menedzser, édesanyja Tina Beyoncé divattervező és fodrász. Apja afroamerikai, anyja kreol (afroamerikai, indián és francia) származású. Beyoncé keresztneve édesanyja vezetéknevének egy módosított változata. Egy húga van, Solange Knowles énekesnő, dalszerző és színésznő.
Beyoncé a texasi St. Mary Elementary Schoolba (általános iskola) járt, ahol több táncórára is beiratkozott, többek között dzsesszt és balettet is tanult. Akkor jöttek rá, hogy van tehetsége az énekléshez, amikor a táncoktatója elkezdett dúdolni egy dalt és Beyoncé fejezte be úgy, hogy eltalálta a magas hangokat. Mivel szégyenlős kislány volt, édesanyja biztatta, hogy ha énekelni szeretne, akkor énekeljen. Első fellépésére általános iskolájának tehetségkutatóján került sor. Ekkor leküzdötte minden félelmét és elhatározta, hogy világhírű énekesnő lesz. Hétéves korában részt vett egy tehetségkutatón, ahol John Lennon Imagine című számát adta elő. A közönség állva tapsolt Beyoncénak, így egyértelmű volt, hogy ő nyeri meg a versenyt.
Az 1990-es években Beyoncé beiratkozott a Parker Elementary School houstoni zenei magániskolába. Belépett az iskola kórusába, így egyre többet énekelhetett közönség előtt. Középiskolába a szintén houstoni High School for the Performing and Visual Artsba járt, később a Houston szomszédságában lévő Alief város Alief Elsik High Schooljában tanult. Ekkor Beyoncé a St. John metodista templom kórusának szólistája lett. Csak két évig volt a kórus tagja, mivel ekkoriban kezdte építeni zenei karrierjét.

### 1990–2001: Karrier kezdetek és Destiny’s Child
Beyoncé nyolcévesen találkozott LaTavia Robersonnal egy meghallgatáson, ahol egy lánycsapathoz kerestek tehetséges fiatal énekesnőket. Ők és Kelly Rowland lettek az együttes tagjai, mellyel rapzenét adtak elő táncos produkciókban. Az együttes neve eredetileg Girl Tyme volt, és összesen hat tagja volt. A Girl Tyme rövid idő alatt országos népszerűségre tett szert. Később egy nyugati parti R&B-producer, Arne Frager elutazott Houstonba, hogy élőben is láthassa a lányokat. Tetszett neki az együttes zenéje, ezért az észak-kaliforniai stúdiójában több hanganyagot is felvett velük. Főleg Beyoncé hangját helyezte az előtérbe. Azért, hogy a lányokat felfedezzék, Arne Frager bejuttatta őket az akkori legnagyobb televíziós tehetségkutatóba, a Star Searchbe, amit később nem sikerült megnyerniük, mivel a dal, amit énekeltek, nem volt megfelelő, Beyoncé nem tudta önmagát adni. A vereség elbizonytalanította Beyoncét, de visszanyerte az önbizalmát amikor megtudta, hogy olyan ma is világhírű énekesek, mint Justin Timberlake vagy Britney Spears sem nyerték meg ezt a műsort.
1995-ben Mathew Knowles, aki akkor még orvosi műszereket árusított, felmondott a munkahelyén, hogy a lányok menedzsere legyen. Ez a lépés jelentős mértékben csökkentette a Knowles család jövedelmét, és az állandó feszültségek miatt Beyoncé szülei elváltak. Később Mathew Knowles lecsökkentette az eredeti felállás létszámát hatról négy főre, ekkor Beyoncé, Kelly Rowland, LaTavia Roberson és az 1993-ban csatlakozott LeToya Luckett voltak az együttes tagjai. Tina Knowles szalonjában és annak hátsó udvarában gyakoroltak, és gyakran felléptek R&B-lányegyüttesek előzenekaraként. Tina tervezte meg és készítette el a lányok ruháit, amiket a Destiny’s Child korszakban is viseltek. Végül Mathewnak sikerült őket leszerződtetnie az Elektra Recordshoz, aminek köszönhetően pár hónappal később megjelent az akkor már Destiny’s Child néven futó együttes első lemeze.
A lányegyüttest, aminek Beyoncé volt az egyik alapító tagja, 1993 óta hívják Destiny’s Childnak (az együttes neve Izajás könyvéből származik). 1997-ben szerződtette le őket a Columbia Records. Még ugyanabban az évben felvették az együttes bemutatkozó dalát, a Killing Time-ot, mely a Men in Black – Sötét zsaruk című film egyik főcímdala lett.
1998-ban jelent meg az együttes első albuma, Destiny’s Child címmel. Ez tartalmazza az első sikeres számukat, a Wyclef Jeannal készült No, No, No-t. Az albumból nemcsak sokat adtak el, de szakmai díjakat is nyertek vele, többek között a Soul Train Lady of Soul Awardson megkapták a Legjobb R&B/soul kislemez (No No No), az Év R&B/soul albuma és a Legjobb új R&B/soul vagy rap előadó kategóriában a díjat.
1999-ben jelent meg az együttes második albuma The Writing's on the Wall címmel. Ez az USA-ban 8-szoros platinalemez lett. Az albumon olyan világsikerek hallhatóak, mint például az első Billboard Hot 100-as listavezető számuk, a Bills, Bills, Bills vagy a Jumpin' Jumpin' és a Say My Name, mely máig az egyik legnépszerűbb számuk világszerte. A Say My Name nyert a Legjobb R&B-dal együttestől és a Legjobb R&B-dal kategóriákban a 2001-es Grammy-díjátadón. A "The Writing's on the Wall"-ból 13 millió példány kelt el világszerte, ez az album jelentette számukra az igazi áttörést.
Később felröppentek olyan hírek, hogy szerződésszegés miatt LaTavia Roberson és LeToya Luckett beperelték Mathew Knowlest. A pernek az lett a következménye, hogy ők ketten kiléptek a Destiny’s Childból. Helyükre két új tag, Michelle Williams és Farrah Franklin érkezett, a Say My Name videóklipjében is már ők szerepeltek. Farrah Franklin végül öt hónap után kilépett az együttesből, csak néhány promóciós megjelenésen és fellépésen jelent meg. A perek miatti negatív hangulat miatt lépett ki az együttesből.
Ezután a Destiny’s Child tagjai Beyoncé Knowles, Kelly Rowland és Michelle Williams voltak, és ez volt az együttes leghíresebb felállása. Később a trió elkészítette a Charlie angyalai című film betétdalát, az Independent Women Part I-t, mellyel 11 hétig vezették az amerikai Billboard Hot 100 slágerlistát. Az új felállással még sikeresebbek lettek. Később LaTavia és LeToya visszavonták a pert, amit Mathew Knowles ellen kezdeményeztek. 2001-ben megjelent a Destiny’s Child harmadik albuma a Survivor, mely elterelte a lányok figyelmét a közelmúlt eseményeiről. Az album első kislemezével, a Survivorrel is LaTaviát és LeToyát célozták meg. Az album az amerikai Billboard 200-as albumeladási listán rögtön az első helyen nyitott, 663 000 eladott példánnyal. A Survivorből több mint 10 millió példány kelt el világszerte, ennek mintegy 40%-a az USA-ban. A Survivorön kívül az album másik nagy sikere a Bootylicious című dal. A 2001-es Grammy-díjátadón az együttes ismét megkapta a ’’Legjobb R&B-dal együttestől’’ díjat, a Survivorért. Még ebben az évben megjelentettek egy karácsonyi albumot, az 8 Days of Christmast, majd bejelentették, hogy az együttes egy ideig szünetel, hogy a lányok beindítsák a szólókarrierjüket.
2000-ben egy amerikai rapper, Amil felkérte Beyoncét, hogy bemutatkozó albumára, az All Money Is Legalre közösen énekeljenek fel egy dalt, aminek címe I Got That lett.
2001 elején Beyoncé Mekhi Phifer színész segítségével megkapta első filmes szerepét, a Carmen – Egy hiphopera című filmben, melyben ő játszotta a főszereplőt, Carment. A film Georges Bizet Carmen című 19. századi párizsi operájának modern feldolgozása.

### 2002–2007:Dangerously in Love, B’Day, és Dreamgirls
2002-ben már egy nagyobb szabású filmben kapott szerepet, a Mike Myers főszereplésével készült Austin Powers 3. – Aranyszerszámban, melyben ő játszotta Foxxy Cleopatra szerepét. A film már az első héten 73,1 millió dolláros bevételt hozott a készítőknek. A film kapcsán elkészült Beyoncé első szóló kislemeze és videóklipje, a Work It Out, mely a film egyik főcímdala lett.
2003-ban a Cuba Gooding Jr. főszereplésével készült Kísértés két szólamban című filmben szerepelt. Ennek a filmnek a főcímdalát, a Fighting Temptationt is ő énekelte, Missy Elliott-tal, MC Lyte-tal, és Free-vel. Még ugyanabban az évben partnerével, Jay-Z-vel is elkészítette első közös videóklipjét, a '03 Bonnie & Clyde-ot. Felénekelte 50 Cent In Da Club című számát is a saját verziójában.
2003-ban Luther Vandross-szal készített egy közös dalt, melynek címe The Closer I Get to You (a dalt eredetileg Roberta Flack és Donny Hathaway énekelték 1977-ben). A dalért megkapták a Legjobb R&B-dal együttestől vagy duótól Grammy-díjat. A következő évben Luther Vandross ismét felkérte Beyoncét egy duettre a Dance with My Father című dalhoz, amelyért ismét Grammy-díjat kaptak a Legjobb női R&B duett kategóriában.
Kelly Rowland és Michelle Williams után 2003-ban Beyoncénak is megjelent első szólóalbuma, Dangerously in Love címmel. Az album a Billboard 200-as albumlistán rögtön az első helyen debütált, 317.000 eladott példánnyal. Az albumból napjainkig összesen 11 millió példány kelt el világszerte, az USA-ban 4-szeres platinalemez lett.
A felvétel első kislemeze a Jay-Z-vel együtt felvett Crazy in Love lett. Ez volt Beyoncé első szóló próbálkozása amely egyből az amerikai Billboard Hot 100 slágerlista élére került és további nyolc hétig vezette azt. Az amerikai 2003-as éves kislemezlistán pedig összesítésben a 4. helyen végzett. A dal világszerte 2003 egyik legnagyobb slágere lett, megalapozva Beyoncé szólókarrierjét.
Az album második kislemeze a Baby Boy, melyen Sean Paul is közreműködik, összesen kilenc hétig vezette a Billboard Hot 100 listáját. A szám platinalemez lett az Egyesült Államokban. Az album harmadik kislemeze a Me, Myself and I a negyedik és egyben utolsó kislemez a 2004-ben megjelent Naughty Girl lett.
Beyoncé a 2004-es Grammy díjátadón a Dangerously in Love albumért öt díjat vihetett haza. Többek között megkapta a Legjobb női R&B-dal díját (a Dangerously in Love 2-ért), a Legjobb R&B-dal díját (a Crazy in Love-ért), és a Legjobb R&B-album díját. A 2004-es BRIT Awards-on megkapta a Legjobb nemzetközi női szóló előadó díjat is.
Beyoncé már 2004-ben ki akarta adni a következő szóló albumát, de Kelly Rowlanddel és Michelle Williamssel úgy döntöttek, hogy még egy utolsó albumot kiadnak közösen.
Beyoncét az a megtiszteltetés érte, hogy a 2004-es Super Bowl-on ő énekelhette el az Egyesült Államok nemzeti himnuszát.
3 éve szünet után melyet a lányok szólókarrierjüknek szenteltek, 2004-ben kiadták negyedik albumukat Destiny Fulfilled címmel. Az album a Billboard slágerlistáján második helyen nyitott, és olyan sikeres dalok hallhatók rajta, mint a Lose My Breath , a T.I.-jal és Lil Wayne-nel készült Soldier, a Girl, valamint a Cater 2 U.
2005-ben a lányok világkörüli turnéra indultak, melynek a Destiny Fulfilled... And Lovin' It nevet adták. A turné áprilistól szeptemberig tartott. A trió a koncert sorozat utolsó barcelonai állomásán jelentette be hivatalosan az együttes feloszlását. 2005 októberében még megjelentettek egy válogatás-albumot #1's címmel, melyen hallható az együttes összes világszerte sikeres száma, kiegészülve egy új dallal, egy újabb maxival amely a "Stand Up for Love" címet kapta.Az együttes 2006 márciusában csillagot kapott a Hollywood Walk of Fame-en.
Még ugyanebben az évben folytatódott Beyoncé színészi karrierje is. Szerepet kapott a Steve Martin főszereplésével készült Rózsaszín párduc című vígjátékban. A filmben egy világhírű énekesnőt, Xania-t játszotta el. A film 2006. február 10-én jelent meg és már az első héten 21,7 millió dolláros bevételt hozott a készítőknek. A film főcímdalát a "Check on It" számot Beyoncé énekelte Slim Thug amerikai rapper közreműködésével. A dal első lett az amerikai Billboard Hot 100-as listán.
2006 végén Beyoncé megkapta a Dreamgirls című film egyik főszerepét. A film egy 1981-es Broadway musical filmes adaptációja, mely az 1960-as években aktív, a Motown Records-nál éneklő lány együttesről a Supremes-ről szólt. A filmben Deena Jones (Diana Ross) szerepét Beyoncé kapta meg.
A film 2006 decemberében jelent meg, és Beyoncén kívül olyan sikeres színészek és énekesek szerepelnek még benne, mint Jamie Foxx, Eddie Murphy és Jennifer Hudson. A filmben Beyoncé többször is dalra fakad, ezek közül a legismertebb a "Listen" című dal.
A 2006-os Golden Globe-díj átadón Beyoncét két díjra jelölték: a Legjobb női főszereplő vígjátékban vagy musicalben díjra és a Legjobb főcímdal díjra (a "Listen"-ért).
2006-ban Beyoncé a Dreamgirls felvételei után elkezdte második szólóalbumának az elkészítését. A New York-i Sony Music Studios-ban csinálta a felvételeket a régebbi munkatársaival, kiegészítve Rich Harrisonnal, Rodney Jerkinssel és Sean Garrettel. Az album dalainak felvételei majdnem három hét alatt elkészültek.
2006. szeptember 4-én, Beyoncé 25. születésnapján jelent meg második albuma B’Day címmel. Az album a Billboard 200-as album listán rögtön az első helyen debütált 541 000 eladott példánnyal. Az B’Day a 2006-os év harmadik legjobban kelendő albuma volt. Az USA-ban háromszoros platinalemez lett.
Az albumon olyan sikeres számok hallhatók, mint például az Angliában első Déjà Vu melyben ismét közreműködik Jay-Z, és az Irreplaceable, mely tíz hétig vezette a Billboard Hot 10-es listát.
2007. április 3-án újra kiadták a B’Day-t, B’Day:Deluxe edition címmel, melyen több új szám hallható. Többek között felkerült az Irreplaceable spanyol nyelvű változata, a Listen és a Shakirával készült Beautiful Liar. Így összesen tíz videóklip készült az albumon hallható dalokból.
Az album népszerűsítése céljából Beyoncé világkörüli turnéra indult. A turné a The Beyoncé Experience nevet kapta.
A 2007-es Grammy díj átadón Beyoncé megkapta a Legjobb R&B album díjat, és ő az első nő, aki az American Music Awards-on megkapta a Legjobb nemzetközi előadónak járó díjat.

### 2008–2009: I Am... Sasha Fierce és házasság
2008. november 18-án jelent meg Beyoncé harmadik albuma I Am… Sasha Fierce címmel. Beyoncé elmondta, hogy Sasha Fierce az a személy, akivé ő válik, amikor színpadon van. Az album igazából egy kétoldalú CD. Az egyik oldalon (I Am…) olyan számok hallhatók, melyek Beyoncé valódi személyiségét tükrözik, a másik oldalon (Sasha Fierce) pedig olyanok, melyek Beyoncé színpadi személyiségét tükrözik.
Rodney Jerkinsnek egy interjúban elmondta, hogy az album stílusa kapcsolatban van a Cadillac Records című filmmel (a Cadillac Records egy életrajzi film, amely Etta James blues énekesnőről szól, melynek szerepét Beyoncé kapta meg).
2008-ban Beyoncé egyszerre jelentette meg az album első két kislemezét az "If I Were a Boy"-t és a "Single Ladies (Put a Ring on It)"-et. Mindkét kislemez világszerte sikeres lett. Az amerikai Billboard Hot 100-as listán az "If I Were a Boy" harmadik lett, míg a "Single Ladies (Put a Ring on It)" négy hétig állt az első helyen (2008-2009).
2009 tavaszán Beyoncé világkörüli turnéra indul. A turné a Beyoncé's I Am… Tour nevet kapta, az út során fellép Amerikában, Európában (többek között Magyarországon), Japánban és Ausztráliában.
2008. december 13-án duettet énekelt a brit The X Factor tehetségkutató döntősével, Alexandra Burke-el, aki megnyerte a versenyt.
2009. január 18-án fellépett a Lincoln-emlékműnél, Barack Obama elnöki beiktatásának tiszteletére rendezett ünnepségen. 2009. január 20-án, a beiktatási bálon Barack és Michelle Obama első táncánál, Beyoncé énekelhette el nekik Etta James "At Last" című dalát. Az eskütételt és a beiktatási bált élőben közvetítette az amerikai ABC televízió.
2009. február 22-én Beyoncé fellépett egy zenés, táncos produkcióval a 81. Oscar gálán a díjátadó műsorvezetőjével Hugh Jackmannel, a Szerelmes hangjegyek sztárjaival Vanessa Hudgenssel és Zac Efronnal, valamint a Mamma Mia! sztárjaival Amanda Seyfrieddel és Dominic Cooperrel. A produkcióban több világhírű film betétdalát énekelték el.
Minden idők legtöbb jelölését kapta Lady Gagával együtt a 2009-es MTV Video Music Awards-on, a kilenc jelölésből hármat sikerült díjra váltania, a "Single Ladies (Put a Ring on It)"-ért megkapta az "Év Videója" díjat. Hatalmas botrányt kavart az est során Kanye West, aki miután Taylor Swift megnyerte a "Legjobb női előadó" díjat (ebben a kategóriában Beyoncé is jelölt volt), felugrott a színpadra, kivette Swift kezéből a mikrofont és hangot adott meggyőződésének, mely szerint "Beyoncé készítette minden idők egyik legjobb videóját". Knowles miután átvette az "Év Videója" díjat, felhívta Swift-et a színpadra, hogy elmondhassa beszédét.
2009 októberében megkapta a Billboard "Woman of the Year" díját. Beszédében megjegyezte, hogy "ő a legszerencsésebb nő a világon".
Beyoncé 2009. november 5-én fellépett az MTV Europe Music Awards-on, ahol a "Sweet Dreams"-t adta elő. Négy kategóriában jelölték, ebből hármat váltott díjra: övé lett a "Legjobb videó", a "Legjobb dal" valamint a "Legjobb női előadó" díja.

### 2010–2012:4és első gyermek
2010. január 22-én Londonban részt vett a Hope for Haiti Now: A Global Benefit for Earthquake Relief elnevezésű televíziós adománygyűjtésen, olyan sztárokkal együtt, mint Jay-Z, Rihanna és a U2. "Halo" című dalát adta elő, miközben Chris Martin kísérte zongorán.
Beyoncé történelmet írt az 52. Grammy Díjátadó Gálán: amellett, hogy az est legnagyobb nyertese lett, ő lett a legtöbbet díjazott női előadó egy este során. Tíz jelöléséből hatot váltott díjra és előadta "If I Were a Boy" című dalát.

Beyoncé 4. stúdióalbumával lépett fel.

2011. március 28-án hivatalosan is bejelentették, hogy az énekesnő édesapja Mathew Knowles nem menedzseli tovább lányát.
Beyoncé negyedik nagylemeze 4 címmel 2011. június 4-én jelent meg. Az album első helyen debütált a Billboard 200 listáján. Beyoncé volt az első női headliner fellépő a Glastonbury fesztivál történetében, 2011. június 26-án.
Az énekesnő a 2011-es MTV Video Music Awards vörös szőnyegén jelentette be, hogy első gyermekét várja. Az est során fellépett "Love on Top" című dalával.
2012. január 7-én életet adott első gyermekének, Blue Ivy Carter-nek. 5 hónappal később először lépett fel babája születése után a Revel Atlantic City Ovation Hall-jában.

### 2013–2014: Super Bowl XLVII félidei show és Beyoncé

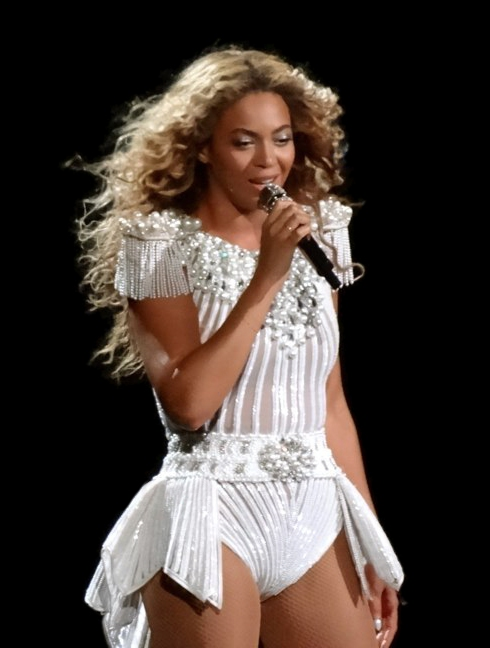
Beyoncé a The Mrs. Carter Show World Tour közben. Ez lett karrierje legnagyobb bevételű turnéja

2013 januárjában egy Destiny’s Child válogatásalbum került piacra Love Songs címmel, amelyen romantikus témájú dalok vannak. Ezenkívül a következő hónapban őt érte a megtiszteltetés, hogy fellépjen a Super Bowl félidőjében, New Orleans-ban. A fellépés nagyon sikeres volt, Twitteren percenként 268 000-en tweeteltek róla (ez akkor új rekordot jelentett). Az 55. Grammy díjátadón díjat kapott a Love on Top-ért. 2013. február 16-án az HBO leadta az első róla szóló dokumentumfilmet, Life Is But a Dream címen.
2013. április 15-én világturnéra indult, melynek neve The Mrs. Carter Show World Tour. A 132 állomásos körút csak 2014 márciusában ért véget. Ez lett karrierje legsikeresebb turnéja. Május 24-én került bemutatásra a mozikban A zöld urai című animációs filmje, amelyhez nemcsak egy dalt énekelt fel, melynek címe "Rise Up" lett, hanem szinkronizált is.
2013. december 13-án, Beyoncé váratlanul kiadta az ötödik nagylemezét az iTunes-on bármilyen bejelentés vagy promóció nélkül. Az album a Billboard 200-as listán első helyen nyitott, ezzel ötödik albuma érte el az első helyezést az USA-ban. Ezzel a lista első olyan női személye lett, akinek első öt albuma is első helyen nyitott. Beyoncé kritikai sikerben részesült. Hat nap alatt több mint egymillió albumot adott el digitális formában. A második kislemez, a Jay-Z közreműködésével készült Drunk In Love második helyen nyitott a Billboard Hot 100-as listán. 2014 áprilisában Jay-Z-vel együtt bejelentette, hogy közös turnéra indulnak, melynek címe On the Run Tour. Ez volt az első közös turnéjuk. 2014. augusztus 24-én több díjat is kapott az MTV Video Music Awards-on. A Forbes listáján előkelő helyen szerepelt, ő volt a legjobban kereső énekesnő 2014-ben, 115 millió dollárral. Még ebben az évben kiadta Beyoncé albuma platinum kiadását is és az albumon szereplő összes számához készített videóklipet.

### 2015–2017: Lemonade és Formation World Tour
2015-ben az 57. Grammy díjátadón hat kategóriában jelölték, végül három díjat zsebelt be.
2016. február 6-án Beyoncé egy új kislemezt adott ki kizárólag a zenés stream-szolgáltatón, a Tidal-on. A dalhoz videóklip is érkezett, ami nem nyilvánosan, de Beyoncé saját Youtube csatornáján megtalálható. Élőben először az 50. Super Bowl-on lépett fel vele. Ezután később bejelentették, hogy világturnéra indul, melynek címe The Formation World Tour lett. A turné Észak-Amerikából Európába is el fog érni.
Április 16-án Beyoncé Instagramján és Facebookján keresztül hivatalosan bejelentette a "Lemonade"-t. Az egy órás különkiadást április 23-án adták le, mely után kiadta második vizuális albumát, a Lemonade-t exkluzívan a Tidal-on.
A Lemonade az első helyen debütált az amerikai Billboard 200-on, így Beyoncé az első fellépő a Billboard történetében, akinek első hat stúdióalbuma debütált a lista élén; 2013-ban megdöntötte a korábban a DMX- hez kötődő rekordot.  Mivel a Lemonade mind a 12 száma debütált a Billboard Hot 100 listán, Beyoncé lett az első női színész, aki egyszerre 12 vagy több dalt is felkerült a listára.  A Lemonade-ot 115 millió alkalommal közvetítették a Tidalon keresztül, ezzel rekordot döntött a történelem egyik női előadója egyetlen hét alatt a legtöbbet streamelt albuma. Ez volt 2016 harmadik legtöbbet eladott albuma az Egyesült Államokban, 1,554 millió példányban kelt el ebben az időszakban az országban, valamint a legkelendőbb album világszerte 2,5 milliós eladással az egész évben.
A Lemonade lett karrierje legkritikusabb munkája. Számos zenei kiadvány 2016 legjobbjai közé sorolta az albumot, köztük a Rolling Stone is , amely a Lemonade-t az első helyre sorolta. Az album látványvilágát 11 kategóriában jelölték a 2016-os MTV Video Music Awards -on , ez a legtöbb, amit Beyoncé kapott egyetlen év alatt, és 8 díjat nyert, köztük az év videóját a „Formation”-ért.  A nyolc győzelem révén Beyoncé lett a legtöbb díjjal jutalmazott művész a VMA-k történetében (24), megelőzve Madonnát (20). Beyoncé a hatodik helyet foglalta el a Time magazin 2016-os év embere kategóriában.
2017 januárjában bejelentették, hogy Beyoncé lesz a Coachella Zenei és Művészeti Fesztivál főszereplője . Ezzel Beyoncé csak a második női főszereplő lett volna a fesztivál 1999-es alapítása óta. Később, 2017. február 23-án bejelentették, hogy Beyoncé a továbbiakban nem léphet fel a fesztiválon orvosi aggodalmak miatt a terhességét illetően. A fesztiváltulajdonosok bejelentették, hogy ő lesz a 2018-as fesztivál főszereplője. Beyoncé távozásának bejelentésekor a jegyárak 12%-kal csökkentek. A 2017. februári 59. Grammy-díjátadón a Lemonade kilenccel vezette a jelöléseket, köztük az album, a lemez és az év dala a Lemonade és a "Formation" kategóriában, végül kettőt nyert, a legjobb városi kortárs album kategóriában a Lemonade. és a legjobb zenei videó a „Formation”-nak.
2017 szeptemberében Beyoncé együttműködött J Balvinnal és Willy Williammel , hogy kiadják a " Mi Gente " dal remixét . Beyoncé a dalból befolyt teljes bevételt a Harvey hurrikán és az Irma hurrikán által érintettek javára ajánlotta fel Texasban, Mexikóban, Puerto Ricóban és más karibi szigeteken. November 10-én Eminem kiadta a " Walk on Water " című számot, amelyben Beyoncé volt a vezető kislemez a Revival című albumáról . November 30-án Ed Sheeran bejelentette, hogy Beyoncé szerepel majd a Perfect című dalának remixén. A "Perfect Duet" 2017. december 1-jén jelent meg. A dal az Egyesült Államokban az első helyre került, így Beyoncé szólókarrierjének hatodik dala lett.

### 2018–2021: Everything Is Love és The Lion King
2018. január 4-én jelent meg Beyoncé és Jay-Z 4 :44-es együttműködésének klipje, a Family Feud. A filmet Ava DuVernay rendezte . 2018. március 1-jén DJ Khaled kiadta a „ Top Off ” című dalt, amely az első kislemez a Father of Asahd hamarosan megjelenő albumáról, amelyben Beyoncé, férje, Jay-Z és Future is szerepel. 2018. április 14-én Beyoncé két hétvége közül az elsőt játszotta a Coachella Zenei Fesztivál főszereplőjeként . Április 14-i előadását , amelyen 125 000 fesztivállátogató vett részt, azonnal dicsérték, és több médium történelminek minősítette. Minden idők egyik legnagyobb koncertelőadásaként is megnevezték. Az előadás a hétvége legtöbbször tweetelt előadása, valamint a legnézettebb élő Coachella-előadás és minden idők legnézettebb élő előadása a YouTube-on. A show a fekete kultúra, különösen a történelmileg fekete főiskolák és egyetemek előtt tiszteleg , és egy élőzenekar is szerepelt több mint 100 táncossal. A Destiny's Child is újra találkozott a show alatt.  Élő közvetítése a YouTube-on minden idők legnézettebb videója volt.
2018. június 6-án Beyoncé és férje, Jay-Z elindította az On the Run II Tourt Cardiffban, az Egyesült Királyságban. Tíz nappal később, utolsó londoni fellépésükön a pár bemutatta az Everything Is Love című közös stúdióalbumukat, amely The Carters néven szerepel, és kezdetben kizárólag a Tidalon volt elérhető. A pár kiadta az album vezető kislemezének, az Apeshitnek a videóját is Beyoncé hivatalos YouTube-csatornáján. Az Everything Is Love általában pozitív kritikákat kapott, és a második helyen debütált az amerikai Billboard 200 -on 123 000 albumnak megfelelő egységgel , amelyből 70 000 tiszta albumeladás volt. 2018. december 2-án Beyoncé Jay-Z mellett a Global Citizen Festival : Mandela 100 főszereplője volt, amelyet a dél-afrikai johannesburgi FNB Stadionban rendeztek meg. 2 órás előadásuk koncepciója hasonló volt az On the Run II Tourhoz, és Beyoncét dicsérték ruháiért, amelyek Afrika sokszínűsége előtt tisztelegtek.
A Homecoming: A Film by Beyoncé című dokumentum- és koncertfilm, amely Beyoncé történelmi, 2018- as Coachella- fellépéseire összpontosít, 2019. április 17-énjelent meg a Netflix gondozásában.  A filmet a meglepetésszerű élő album , a Homecoming: The Live Album kísérte. Később arról számoltak be, hogy Beyoncé és a Netflix 60 millió dolláros megállapodást írt alá három különböző projekt elkészítésére, amelyek közül az egyik a Homecoming. Hazatérés: Beyoncé filmje hat jelölést kapott a 71. Primetime Creative Arts Emmy-díjátadón.
Beyoncé szerepelt Nala hangjaként az Oroszlánkirály című feldolgozásban , amely 2019 júliusában jelent meg. Beyoncé szerepel a film 2019. július 11-én megjelent filmzenéjén , a Can You Feel the dal remake-jével. Love Tonight " Donald Glover , Billy Eichner és Seth Rogen oldalán , amely eredetileg írta: Elton John. Beyoncé filmjének egy eredeti dalát, a " Spirit "-t kiadták a filmzene és az Oroszlánkirály: The Gift vezető kislemezeként – a film mellett megjelent kísérőalbum, producere és kurátora Beyoncé.
Beyoncé az Oroszlánkirály: Az ajándékot "szonikus mozinak" nevezte . Kijelentette, hogy az albumot az R&B , a pop,  a hip-hop , a gqom és  az Afro Beat befolyásolta. A dalokat afrikai producerek készítették, ami Beyoncé szerint azért volt, mert "a hitelesség és a szív fontos volt számára", mivel a film Afrikában játszódik. Ugyanezen év szeptemberében az ABC- n bemutatták a The Lion King: The Gift fejlesztését, gyártását és régizenei videófelvételét bemutató dokumentumfilmet "Beyoncé Presents: Making The Gift" címmel.
2020 áprilisában Beyoncé szerepelt Megan Thee Stallion Savage című dalának remixén, ami az idei első zenei megjelenését jelentette. A dal a Billboard Hot 100 lista első helyére került, ezzel Beyoncé tizenegyedik dala, amely az összes fellépést tekintve elérte ezt. 2020. június 19-én Beyoncé kiadta a „Black Parade” című, nonprofit jótékonysági kislemezét. Június 23-án a stúdióverzió megjelenését egy a cappella verzióval követte, amely kizárólag a Tidal -en történt. A Black Is King , az Oroszlánkirály: Az ajándék zenéjén alapuló vizuális album, globális premierje a Disney+ -on 2020. július 31-én történt. A Disney és a Parkwood Entertainment producere , a film írója, rendezője és producere Beyoncé. A Disney úgy jellemezte a filmet, mint "ünnepi emlékiratot a világ számára a fekete élményről". Beyoncé kapta a legtöbb jelölést (9) a 63. éves Grammy-díjátadón, és a legtöbb díjat (4), amivel a Grammy történetében a legtöbb díjjal jutalmazott énekesnő, a legtöbb díjjal jutalmazott női előadó és a második legtöbbet díjazott előadó lett. 2021-ben Beyoncé írt és rögzített egy dalt " Be Alive " címmel a King Richard című életrajzi drámafilmhez. A dalért a 94. Oscar-gálán megkapta első Oscar-jelölését a legjobb eredeti dal kategóriában, a társíróval, Dixsonnal együtt.

### 2022–jelen: Renaissance és Cowboy Carter
2022. március 27-én Beyoncé előadta a „Be Alive”-t a 94. Oscar-gálán. A barátja és korábbi munkatársa , Fatima Robinson által koreografált Beyoncét megtapsolták, amiért nem a helyszínen, hanem Venus és Serena Williams gyerekkorában gyakorolt comptoni teniszpályákon szerepelt.
2022. június 9-én Beyoncé eltávolította profilképeit a különböző közösségi média platformokról, ami azt a feltételezést váltotta ki, hogy új zenéket fog kiadni. Napokkal később Beyoncé további találgatásokat váltott ki nonprofit BeyGood Twitter-fiókján keresztül, utalva a közelgő hetedik stúdióalbumára.  2022. június 15-én Beyoncé hivatalosan is bejelentette hetedik stúdióalbumát, melynek címe Renaissance. A Renaissance vezető kislemeze , a " Break My Soul " 2022. június 20-án jelent meg. Az album 2022. július 29-én jelent meg. A "Break My Soul" Beyoncé 20. lett. az első tíz kislemez a Billboard Hot 100-on, amivel csatlakozott Paulhoz McCartney és Michael Jackson az egyetlen előadó a Hot 100 történetében, aki szólóművészként legalább húsz első tíz helyezést ért el, csoport tagjaként pedig tízet.
A Renaissance megjelenése közben Beyoncé bejelentette, hogy az album egy trilógia első része, amelyet a COVID-19 világjárvány alatt három éven keresztül fogant fel és rögzített, amikor a „legkreatívabb időszaka” volt. A három feljegyzett projekt római számokkal van jelölve.  A reneszánsz megjelenését követően egyetemes elismerést kapott a kritikusoktól. A Renaissance az első helyen debütált a Billboard 200-as listán, így ő az első női előadó, akinek első hét stúdióalbuma az első helyen debütált az Egyesült Államokban. A "Break My Soul" ezzel párhuzamosan a Billboard Hot 100 első helyére emelkedett , és ez lett a tizenkettedik dal, amely pályafutása során diszkográfiája során ezt elérte.
2023. január 21-én Beyoncé Dubajban lépett fel egy privát show-n. Az előadást, amely több mint négy év után az első teljes koncertje volt, influencerekből és újságírókból álló közönség elé tárták.  Beyoncé állítólag 24 millió dollárt fizetett a fellépésért. Beyoncé kritikát kapott amiatt, hogy az Egyesült Arab Emírségekben szeretne fellépni, ahol a homoszexualitás illegális. Február 1-jén Beyoncé meghirdette a Renaissance World Tour-t észak-amerikai és európai dátumokkal, amely egy rövid távú, a legtöbb bevételt hozó női művész turné lett. Július 28-án Beyoncé megjelent a " Delresto (Echoes) " című dalban, amely Travis Scott rapper Utopia című albumának második kislemeze , végül karrierje 100. szereplése lett a Billboard Hot 100 listán (beleértve a Destiny's Childet, szólókarrierjét, és a The Carters zenei duó). 2023. november 30-án Beyoncé bemutatta a Reneszánsz: A film című dokumentumfilmet, a Reneszánsz: Beyoncé filmet, amelyet ő írt, rendezett és készített az AMC Theaters filmforgalmazóval együttműködve . A film Beyoncé reneszánsz világkörüli turnéjának fejlesztését és kivitelezését mutatja be, a végén pedig egy új dalt, a My House -t tartalmazta.
2024 februárjában Beyoncé elindította Cécred hajápoló márkáját. 2024. február 11-én, közvetlenül a Verizonnal a Super Bowl LVIII-ban megjelent partnerreklám után, bejelentette trilógiaprojektjének második részét, és kiadta annak első két dalát, a " Texas Hold 'Em " és a " 16 Carriage " címet. A "Texas Hold 'Em" lett karrierje során a legmagasabb debütálása a listán, szólóban a kilencedik, első számú szólója és a tizenharmadik a Billboard Hot 100-on. 2024. március 12-én bejelentette az album címét, a Cowboy Cartert. Egy country és gospel árnyalatú lemez, március 29-én jelent meg a kritikusok egyetemes elismerésére, és olyan művészekkel való együttműködést tartalmaz, mint Tanner Adell és lánya, Rumi Carter, Miley Cyrus , Tiera Kennedy , Willie Jones , Post. Malone , Linda Martell , Willie Nelson , Shaboozey , Brittney Spencer , Dolly Parton és Reyna Roberts.
2024 júliusában az NBC két promóciós reklámot jelentetett meg Beyoncéval a 2024-es párizsi nyári olimpiáról szóló tudósításukhoz. A " Ya Ya " és a "Just For Fun" Cowboy Carter dalokra beállítva bemutatta az USA teljes olimpiai csapatát és az aranyérmes tornászt , Simone Bilest. Augusztus 20-án Beyoncé bejelentette a SirDavist , a Moët Hennessyvel együttműködésben kifejlesztett whiskyt, amelyet évekkel korábban fejlesztettek ki, és amelyet Dr. Bill Lumsden lepárlómesterrel közösen alapítottak. 2024 októberében a Levi's négy részből álló globális kampányt indított Beyoncéval „Reimagine” címmel, amely 2025-ig nyúlik vissza, és a cég női történetére összpontosít, a „ Levii's Jeans ” című Cowboy Carter szám segítségével. Az első reklámfilm Beyoncé főszereplésével 2,4 milliárd megjelenést ért el egy hónap alatt.
Beyoncé megismételte Nala szerepét a 2019-es remake előzményében, a 2024 decemberében megjelent Mufasa: The Lion King című filmben. Ugyanebben a hónapban ő volt az első NFL karácsonyi játéknapi félidőshow címe, ahol először adott elő dalokat Cowboy Cartertől.

## Egyéb tevékenységei

### House of Deréon
2004-ben Beyoncé és édesanyja alapították meg a Beyond Productions családi vállalkozást, melynek segítségével finanszírozni tudták Beyoncé divatkollekcióját.
2005-ben Beyoncé és édesanyja bemutatták a House of Deréon-t, mely egy Prêt-à-porter ruhakollekció a kortárs nőknek. A koncepciót a család három generációjának női tagjai inspirálták, a név is Beyoncé nagymamájára, Agnèz Deréonra utal, aki varrónő volt. Tina Knowles szerint a teljes sorozat stílusa leginkább Beyoncé stílusán alapszik. 2006-ban a House of Deréon termékeit nyilvános kiállításokon bemutatták a Destiny Fulfilled ... And Lovin' It turné keretében. A divatcégnek az Egyesült Államokban és Kanadában vannak boltjai, amelyekben bundával kiegészült sportruhákat és farmerokat árulnak, hozzájuk illő kézitáskákkal és lábbelikkel (a lábbeliket a House of Brands szállítja, amely egy houstoni cipővállalat).
2008 elején elindították a Beyoncé Fashion Diva-t, egy mobiljátékot, amelyet az interneten is el lehet érni (ezzel is népszerűsítve a House of Deréont).

### Terméktámogatás
2002-ben Beyoncé leszerződött a Pepsivel, melynek értelmében több televíziós, rádiós és internetes reklámban kellett szerepelnie. 2004-ben Britney Spearsszel, Pinkkel és Enrique Iglesiasszal szerepelt egy TV-s reklámban, a következő évben pedig Jennifer Lopezzel és David Beckhammel.
Több kereskedelmi céggel is szerződést kötött, melyek szépségápolási termékeket és parfümöket árulnak. 2003-ban egymillió dolláros szerződést kötött a L’Oréallal.
2004-ben adta ki saját parfümjét a True Start, a Tommy Hilfiger támogatásával.
A termékhez való hozzájárulásai részeként Beyoncé énekelte a Wishing on a Star című dalt a True Star reklámokban, amikért 250. 000 dollárt kapott. 2005-ben kiadta a True Star Goldot szintén a Tommy Hilfigernél, 2007-ben pedig az Emporio Armaninál a Diamonds nevű parfümjét.
A Forbes magazin felmérései szerint Beyoncé 2007 júniusa és 2008 júniusa között az album eladásokkal, a turnéval, a divatcikkekkel és a reklámokkal összesen 80 millió dollárt keresett és ezzel ő lett a második legjobban fizetett zenei előadó ez alatt az idő alatt.

### Jótékonysági tevékenysége
Beyoncé Kelly Rowland-al és annak családjával megalapította a Survivor Foundationt, mely többek között a Katrina hurrikán áldozatainak segít azzal, hogy Houstonban átmeneti lakásokat kapnak. The Survivor Foundation része egy nagyobb jótékonysági szervezetnek, a Knowles-Rowland Center for Youth-nak, melynek Houston belvárosában van a központja, és több jótékonysági tevékenységgel foglalkozik.
Beyoncé 100 000 dollárt adományozott a Gulf Coast Ike Relief Fundnak, amely az Ike hurrikán áldozatait támogatja. Az ő megsegítésükért Beyoncé gyűjtést szervezett a Survivor Foundation keretein belül is.
2005-ben David Foster zenei producer lánya, Amy Foster-Gillies és Beyoncé megírták a Stand Up for Love című dalt, amely a Nemzetközi Gyermeknap himnusza. Ezt az eseményt november 20-án ünneplik, és arra szolgál, hogy felhívja az emberek figyelmét a gyermekek jogaira. 2005-ben a Destiny’s Child tagjait megválasztották az esemény nagyköveteinek.
2008 szeptemberében Beyoncé több női énekessel csatlakozott egy rákellenes kampányhoz, a Stand Up to Cancer-hez, és készítettek egy jótékonysági dalt, a Just Stand Up!-ot, amit szeptember 5-én élőben is előadtak.
A The Beyoncé Experience turnén ingyen ételt osztottak a következő turnéhelyszíneken: Houston 2005. július 14., Atlanta július 20., Washington augusztus 9., Toronto augusztus 15., Chicago augusztus 18. és Los Angeles 2006. szeptember 2.
2008. október 4-én Beyoncé részt vett a Miami Gyermekkórház Diamond Ball & Private Concert nevű jótékonysági koncertjén az American Airlines Arenában, ahol elénekelte az Over the Rainbow című számot, egy akkor hét éves zongorista Ethan Bortnick kíséretében.

## Magánélet
2006 decemberében Beyoncé elmondta, hogy 2000-ben mély depresszióba esett azután, hogy LeToya Luckett és LaTavia Roberson kiléptek a Destiny’s Childból. A depresszió fő okai: a média akkori támadásai az ügy kapcsán és hogy szakított vele gyerekkori szerelme (12 éves korától 19 éves koráig voltak együtt). Ez több évig tartott és voltak olyan esetek amikor több napig bezárkózott a hálószobájába, étel nélkül. Beyoncé elmondta, hogy amikor a Destiny’s Childdal megkapta az első Grammy díját, a beszéde alatt is küzdött a depresszióval, félt, hogy senki nem fogja őket komolyan venni. Ezek az események arra késztették, hogy elbeszélgessen a családjával és a barátaival. Azt mondta: „Most már híres vagyok, attól félek, hogy soha nem fogok találni senkit, aki igazán szeret. Félek az új barátoktól”. Édesanyja Tina segítette ki a depresszióból. Azt kérdezte tőle: Miért gondolod azt, hogy senki sem fog szeretni téged? Nem tudod milyen okos, édes és szép vagy?
2002 óta él párkapcsolatban a világ egyik leghíresebb rapperével Jay-Z-vel, akivel sok közös és sikeres számot vett fel. Amikor közösen elkészítették a 03 Bonnie & Clyde című számot, napvilágot láttak olyan hírek, hogy együtt vannak, de ők diszkrétek maradtak. 2005-ben már az esküvőjükről írtak. Hivatalosan 2007-ben jelentették be, hogy együtt vannak, sőt Beyoncé elmondta, hogy Jay-Z el is jegyezte őt.
2008. április 4-én házasodtak össze New Yorkban. Ezt 2008. április 22-én jelentették be, de Beyoncé nyilvánosan csak 2008. szeptember 5-én a Fashion Rocks koncerten viselte először a jegygyűrűjét. Végül Beyoncé az I Am... Sasha Fierce album partiján, a manhattani Sony Clubban mutatta be az esküvőn készült videófelvételeket. Jay-Z-vel való házasságuk sikeresnek bizonyult. 2011 nyarán bejelentették, hogy Beyoncé várandós. Beyoncé 2012. január 7-én a New Yorkban lévő Lenox Hill Kórházban adott életet lányának. Az újszülött lányt Blue Ivy Carter-nek nevezték el. Édesapja már dalt is írt lányának mely a 'Glory' címre hallgat, melyben megírja, hogy Beyoncé már túl van egy vetélésen.
2017. február 1-én Instagram oldalán bejelentette hogy ikreket vár férjétől, Jay Z-től.

## Stílus és imázs

### Zene és hang
Beyoncé több olyan zenészt is megemlített akik hatással voltak a zenéjére. Gyermekkorában Anita Baker és Luther Vandross (akivel később énekelt is) dalait hallgatta. Mindig is felnézett Rachelle Ferrell jazzénekesnőre, akinek dalait a zeneóráin énekelte. A zenéjére hatással voltak még: Prince, Aretha Franklin, Whitney Houston, Janet Jackson, Selena, Mariah Carey, Michael Jackson, Mary J. Blige, Diana Ross, Donna Summer és Tina Turner, akivel később énekelt a 46. és az 50. Grammy díjátadón.
Bár Beyoncé Knowles mezzoszoprán, mindig is őt tartották a Destiny’s Child vezérhangjának. Jon Pareles, a The New York Times riportere megjegyezte, hogy Beyoncénak olyan hangja van, ami az egész együttest meghatározta. A Cove magazine száz legkiemelkedőbb popénekes listáján Beyoncét a 7. helyre rangsorolják.
Beyoncét legtöbben R&B énekesnőként tartják számon, de otthon van a dance-pop, funk, pop and soul műfajokban is. Általában kizárólag angolul énekel, de a B'Day Deluxe edition albumverzióján több spanyol nyelvű dal is hallható. Korábban a Destiny’s Childdal is vettek fel spanyol nyelven dalokat, ezekkel népszerűek lettek a latin zene kedvelői között is. Beyoncé már az általános iskolában is tanulta a spanyol nyelvet, de azt mondta, hogy már csak pár szót tud spanyolul. A spanyol nyelvű dalok felvételei előtt Rudy Perez zenei producer segítségével a spanyol kiejtést gyakorolta. Egyszer az Oscar-díj átadón franciául énekelt (az esemény előtt a francia nyelvet is külön órákon tanulta meg).

## Diszkográfia

### Nagylemezek
- Dangerously in Love (2003)
- B’Day (2006)
- I Am… Sasha Fierce (2008)
- 4 (2011)
- Beyoncé (2013)
- Lemonade (2016)
- Renaissance (2022)
- Cowboy Carter (2024)

## Filmográfia
- 2001 – Carmen – Egy hiphopera.... Carmen
- 2002 – Austin Powers 3. – Aranyszerszám (Foxxy Cleopatra)
- 2003 – Kísértés két szólamban.... Lilly
- 2004 – Fade to Black.... önmaga
- 2006 – Rózsaszín párduc.... Xania
- 2006 – Dreamgirls.... Deena Jones
- 2008 – Cadillac Records.... Etta James
- 2009 – Őrült szenvedély.... Sharon Charles